# Vierge à l'Enfant (Bellini, Détroit)
Vierge à l'Enfant – en italien Madonna con Bambino – est un tableau réalisé en 1509 par le peintre italien Giovanni Bellini. De format horizontal, cette peinture à l'huile sur panneau de bois est une Madone qui représente Marie tenant l'Enfant Jésus debout sur sa cuisse droite devant une tenture verte qui laisse voir un paysage vallonné dans le tiers droit de la composition. Achetée en 1928, l'œuvre est conservée au Detroit Institute of Arts, à Détroit, dans le Michigan, aux États-Unis.

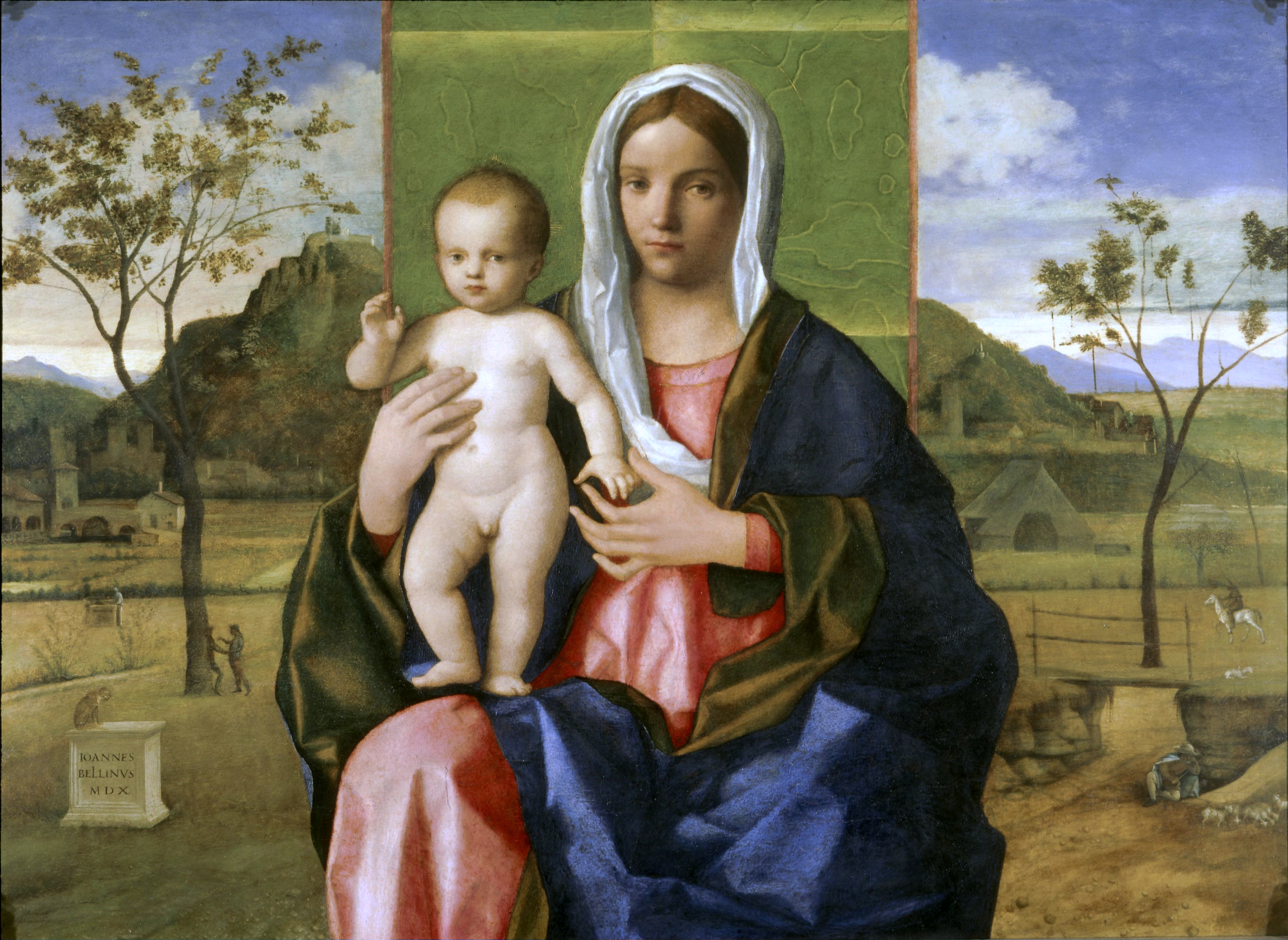
Vierge à l'Enfant, 1510 – Pinacothèque de Brera, Milan.
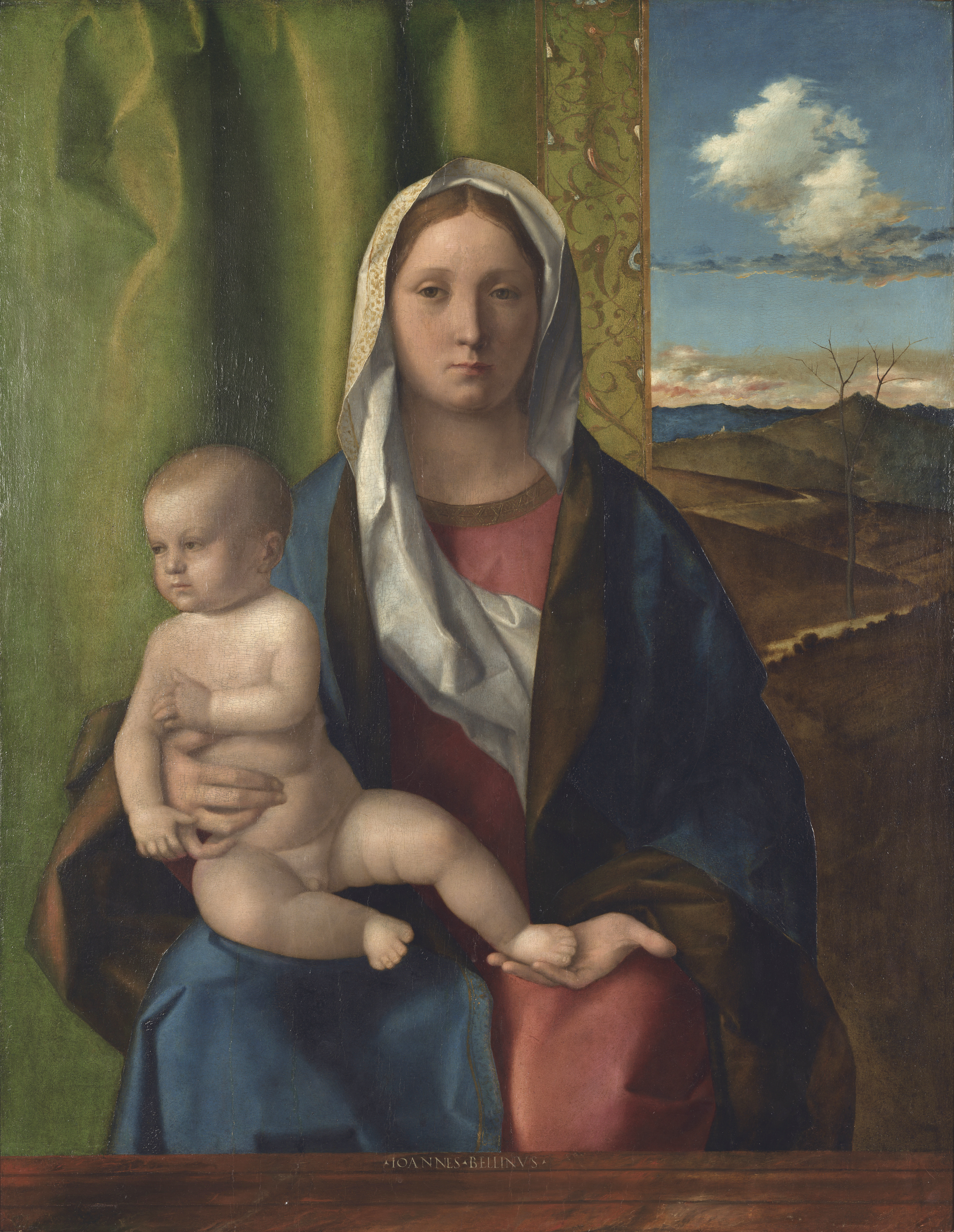
Vierge à l'Enfant, vers 1510 – High Museum of Art, Atlanta.
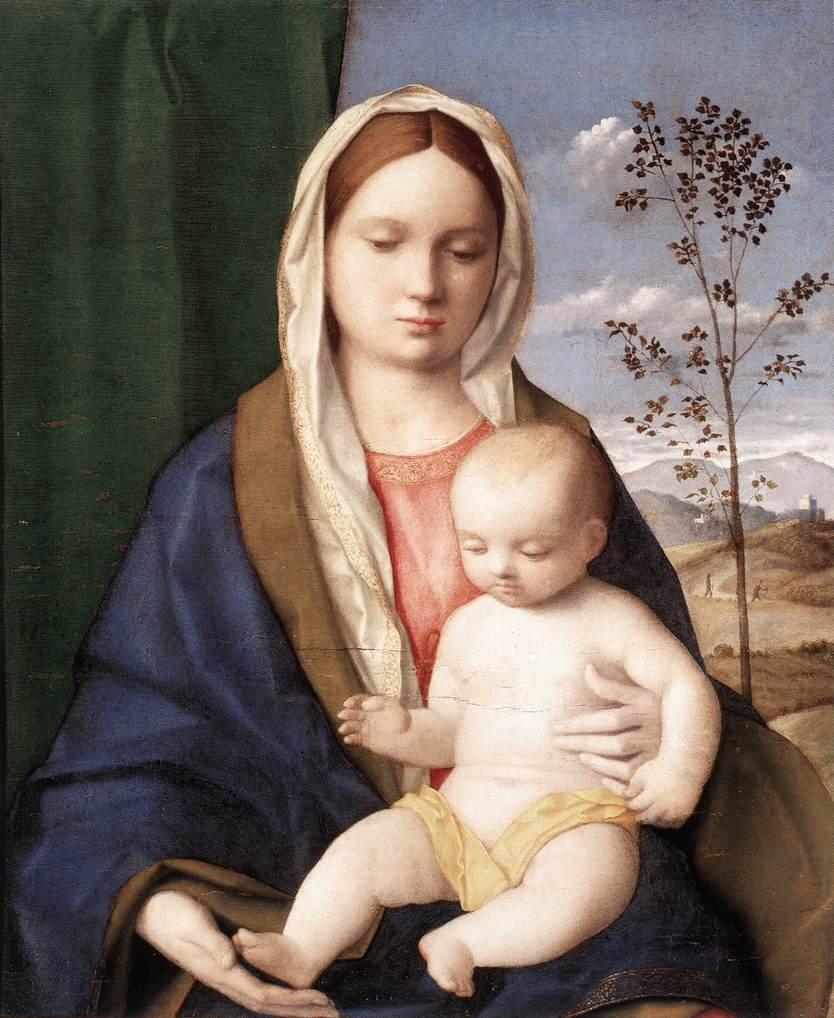
Vierge à l'Enfant, vers 1510 – Galerie Borghèse, Rome.